# سمفونی احمقانه

پوستر سمفونی احمقانه

سمفونی احمقانه (به انگلیسی: Silly Symphony) مجموعه انیمیشن‌های کوتاه ۷۵ قسمتی بود که کمپانی والت دیزنی بین سال‌های ۱۹۲۹ تا ۱۹۳۹ تولید کرد. این مجموعه انیمیشن‌ها توانست ۷ بار جایزهٔ اسکار بهترین انیمیشن کوتاه را نصیب خود کند.

## مجموعه فیلم‌ها
| #  | فیلم                          | تاریخ انتشار اصلی | کارگردان                    | موسیقی                      | توضیحات | مدت زمان |
| -- | ----------------------------- | ----------------- | --------------------------- | --------------------------- | --- | -------- |
| ۱  | رقص اسکلت                     | ۲۲ اوت ۱۹۲۹       | والت دیزنی                  | کارل استالینگ               | - نخستین اثر از مجموعه «سمفونی احمقانه». - موسیقی متن اثر در فوریه ۱۹۲۹ در نیویورک ضبط شد. | ۵:۳۱     |
| ۲  | گاوباز وحشی                   | ۲۶ سپتامبر ۱۹۲۹   | والت دیزنی                  | کارل استالینگ               | - نخستین اثر از "سمفونی احمقانه" که موسیقی متنش در لس آنجلس ضبط شده‌است. | ۶:۱۴     |
| ۳  | بهار                          | ۲۴ اکتبر ۱۹۲۹     | آب آیورکس                   | کارل استالینگ               | - صحنه‌ای از این فیلم، در صد و یک سگ خالدار ساخته شد. | ۶:۱۴     |
| ۴  | زنگ جهنم                      | ۲۱ نوامبر ۱۹۲۹    | آب آیورکس                   | کارل استالینگ               | | ۵:۴۹     |
| ۵  | کوتوله‌های شاد                 | ۱۹ دسامبر ۱۹۲۹    | والت دیزنی                  | کارل استالینگ               | | ۵:۵۷     |
| ۶  | تابستان                       | ۱۶ ژانویه ۱۹۳۰    | آب آیورکس                   | کارل استالینگ               | | ۵:۵۱     |
| ۷  | پاییز                         | ۱۵ فوریه ۱۹۳۰     | آب آیورکس                   | کارل استالینگ               | - آخرین اثر از "سمفونی احمقانه" که پیش از جدا شدن آب آیورکس و کارل استالینگ از استودیو به پایان رسید. عزیمت ناگهانی آنها باعث تأخیر در تولید شد. | ۶:۲۴     |
| ۸  | شیر و آدمخوار                 | ۲۰ مارس ۱۹۳۰      | برت جیلت                    | برت لوییس                   | - تولید این اثر و چند اثر دیگر "سمفونی احمقانه" به دلیل جدا شدن ناگهانی آب آیورکس و کارل استالینگ از استودیو به تأخیر افتاد. | ۵:۵۶     |
| ۹  | شب                            | ۳۱ ژوئیه ۱۹۳۰     | والت دیزنی                  | برت لوییس                   | - در ابتدا با رنگ آمیزی آبی منتشر شد. - به دلیل تأخیر در تولید، این فیلم از تاریخ اکران اصلی خود یعنی ده آوریل به تعویق افتاد. | ۶:۵۳     |
| ۱۰ | ماهی یخ زده                   | ۲۱ ژوئن ۱۹۳۰      | برت جیلت                    | برت لوییس                   | - Originally released with green tinting. - It was on this film that animator Norm Ferguson discovered the "follow-thru" animation technique that allowed for characters to move more naturally. - Due to production delays, this film was postponed from its original announced release date of May 8th. | ۶:۰۲     |
| ۱۱ | قطب شمال عجیب                 | ۲۷ ژوئن ۱۹۳۰      | برت جیلت                    | برت لوییس                   | - پیش نویس انیماتورها آب آیورکس را به عنوان کارگردان لیست می‌کند، با اینکه پیش از شروع انیمیشن، استودیو را ترک کرد. - به دلیل تأخیر در تولید، این فیلم از تاریخ اکران اصلی خود یعنی ۵ ژوئن به تعویق افتاد.                                                                                                 | ۷:۰۰     |
| ۱۲ | نیمه شب در فروشگاه اسباب بازی | ۱۶ اوت ۱۹۳۰       | ویلفرد جکسون                | برت لوییس                   | - به دلیل تأخیر در تولید، این فیلم از تاریخ اکران اولیه خود از سوم ژوئیه به تعویق افتاد. | ۷:۳۴     |
| ۱۳ | ملودی میمون                   | ۲۶ سپتامبر ۱۹۳۰   | برت جیلت                    | برت لوییس                   | - به دلیل تأخیر در تولید، این فیلم از تاریخ اکران اصلی خود یعنی ۱۰ آگوست به تعویق افتاد. | ۷:۰۰     |
| ۱۴ | زمستان                        | ۳۰ اکتبر ۱۹۳۰     | برت جیلت                    | برت لوییس                   | |          |
| ۱۵ | پن بازیگوش                    | ۲۷ دسامبر ۱۹۳۰    | برت جیلت                    | برت لوییس                   | |          |
| ۱۶ | پرندگان از پر                 | ۳ فوریه ۱۹۳۱      | برت جیلت                    | برت لوییس                   | |          |
| ۱۷ | ملودی غاز مادر                | ۱۶ آوریل ۱۹۳۱     | برت جیلت                    |                             | |          |
| ۱۸ | صفحه چینی                     | ۲۳ مه ۱۹۳۱        | ویلفرد جکسون                | فرانک چرچیل                 | |          |
| ۱۹ | سگهای آبی مشغول               | ۳۰ ژوئن ۱۹۳۱      | برت جیلت                    | فرانک چرچیل                 | |          |
| ۲۰ | گربه بیرون از خانه            | ۲۸ ژوئیه ۱۹۳۱     | ویلفرد جکسون                | فرانک چرچیل                 | - عنوان این فیلم گربه بیرون از خانه بود، و اثر این عنوان را در اعتبار خود دارد. با این حال، این حق نسخه‌برداری شد و با عنوان "کابوس گربه" منتشر شد. |          |
| ۲۱ | ملودی مصری                    | ۲۷ اوت ۱۹۳۱       | ویلفرد جکسون                | فرانک چرچیل                 | |          |
| ۲۲ | فروشگاه ساعت                  | ۲۸ سپتامبر ۱۹۳۱   | ویلفرد جکسون                | فرانک چرچیل                 | |          |
| ۲۳ | عنکبوت و پرواز                | ۲۳ اکتبر ۱۹۳۱     | ویلفرد جکسون                |                             | |          |
| ۲۴ | شکار روباه                    | ۲۰ نوامبر ۱۹۳۱    | ویلفرد جکسون                | فرانک چرچیل                 | |          |
| ۲۵ | جوجه اردک زشت                 | ۱۷ دسامبر ۱۹۳۱    | ویلفرد جکسون                |                             | |          |
| ۲۶ | پرنده فروشی                   | ۱۶ ژانویه ۱۹۳۲    | ویلفرد جکسون                | فرانک چرچیل                 | - آخرین اثر "سمفونی احمقانه" که توسط کلمبیا پیکچرز توزیع شده‌است. |          |
| ۲۷ | خرسها و زنبورها               | ۱۵ ژوئیه ۱۹۳۲     | ویلفرد جکسون                | فرانک چرچیل                 | - نخستین "سمفونی احمقانه" که توسط یونایتد آرتیستز توزیع شد. |          |
| ۲۸ | فقط سگها                      | ۱۲ اوت ۱۹۳۲       | ویلفرد جکسون                | برت لوییس                   | - نخستین حضور مستقل پلوتو بدون حضور میکی‌ماوس. |          |
| ۲۹ | گل‌ها و درخت‌ها                 | ۳۰ ژوئیه ۱۹۳۲     | برت جیلت                    |                             | - برنده جایزه اسکار بهترین پویانمایی کوتاه در مراسم افتتاحیه. - نخستین فیلمی که در سه نوار تکنی‌کالر ساخته شده‌است. |          |
| ۳۰ | مورچه عاشق                    | ۱ اکتبر ۱۹۳۲      | برت جیلت                    | برت لوییس                   | - آخرین اثر از "سمفونی احمقانه" که به صورت سیاه و سفید تولید شد. |          |
| ۳۱ | پادشاه نپتون                  | ۷ اکتبر ۱۹۳۲      | برت جیلت                    | برت لوییس                   | |          |
| ۳۲ | بچه‌ها در جنگل                 | ۱۹ نوامبر ۱۹۳۲    | برت جیلت                    | برت لوییس                   | - آخرین اثر از "سمفونی احمقانه" که با سینه‌فون ضبط شده‌است.. |          |
| ۳۳ | کارگاه بابانوئل               | ۱۰ دسامبر ۱۹۳۲    | ویلفرد جکسون                | فرانک چرچیل                 | - نخستین اثر از "سمفونی احمقانه" که با عکس آرسی‌ای ضبط شد. |          |
| ۳۴ | پرندگان در بهار               | ۱۳ مارس ۱۹۳۳      | دیوید هند                   | برت لوییس فرانک چرچیل       | |          |
| ۳۵ | کشتی نوح پدر                  | ۸ آوریل ۱۹۳۳      | ویلفرد جکسون                | لی هارلاین                  | |          |
| ۳۶ | سه خوک فسقلی                  | ۲۷ مه ۱۹۳۳        | برت جیلت                    | فرانک چرچیل                 | - برنده جایزه جایزه اسکار بهترین پویانمایی کوتاه ۱۹۳۲–۱۹۳۳. - در این فیلم برای نخستین بار ترانه استودیوای دیزنی با نام "چه کسی از گرگ بد بزرگ می‌ترسد؟" ساخته و پخش شد. |          |
| ۳۷ | کینگ کول قدیمی                | ۲۹ ژوئیه ۱۹۳۳     | دیوید هند                   | فرانک چرچیل برت لوییس       | |          |
| ۳۸ | سرزمین لالایی                 | ۱۹ اوت ۱۹۳۳       | ویلفرد جکسون                | فرانک چرچیل لی هارلاین      | |          |
| ۳۹ | نی‌نواز هاملین                 | ۱۶ سپتامبر ۱۹۳۳   | ویلفرد جکسون                | لی هارلاین                  | |          |
| ۴۰ | شب پیش از کریسمس              | ۹ دسامبر ۱۹۳۳     | ویلفرد جکسون                | لی هارلاین                  | - Was originally supposed to be released after The China Shop, but production was moved ahead in order to have it ready for a Christmastime release. As a result, both films were given each other's production numbers.                                                                                  |          |
| ۴۱ | فروشگاه چینی                  | ۱۳ ژانویه ۱۹۳۴    | ویلفرد جکسون                | لی هارلاین                  | |          |
| ۴۲ | ملخ و مورچه‌ها                 | ۱۰ فوریه ۱۹۳۴     | ویلفرد جکسون                | لی هارلاین                  | - ترانه پخش شده در این فیلم، تبدیل به ترانه همیشگی گوفی می‌شود. همچنین به‌طور تصادفی، پینتو کلویگ، صداپیشگی دو صدای مختلف گوفی و ملخ را در این فیلم بر عهده می‌گیرد. |          |
| ۴۳ | خرگوش کوچک بامزه              | ۲۴ مارس ۱۹۳۴      | ویلفرد جکسون                | فرانک چرچیل لی هارلاین      | - در ابتدا قرار بود پس از "گرگ بزرگ بدجنس" منتشر شود، اما تولید به منظور آماده شدن آن برای انتشار عید پاک آماده شد. |          |
| ۴۴ | گرگ بزرگ بدجنس                | ۱۴ آوریل ۱۹۳۴     | برت جیلت                    | فرانک چرچیل                 | |          |
| ۴۵ | مرغ کوچک عاقل                 | ۹ ژوئن ۱۹۳۴       | ویلفرد جکسون                | لی هارلاین                  | - نخستین حضور دانلد داک. - در ابتدا قرار بود پس از "پرواز موش" منتشر شود، اما تولید اثر به دلایل نامعلوم عقب افتاد. |          |
| ۴۶ | پرواز موش                     | ۱۴ ژوئیه ۱۹۳۴     | دیوید هند                   | فرانک چرچیل برت لوییس       | |          |
| ۴۷ | پنگوئن‌های عجیب و غریب         | ۱ سپتامبر ۱۹۳۴    | ویلفرد جکسون                | لی هارلاین                  | |          |
| ۴۸ | الهه بهار                     | ۳ نوامبر ۱۹۳۴     | ویلفرد جکسون                | لی هارلاین                  | |          |
| ۴۹ | لاکپشت و خرگوش                | ۵ ژانویه ۱۹۳۵     | ویلفرد جکسون                | فرانک چرچیل                 | - برنده جایزه اسکار بهترین پویانمایی کوتاه۱۹۳۳–۳۴. |          |
| ۵۰ | لمس طلایی                     | ۲۲ مارس ۱۹۳۵      | والت دیزنی                  | فرانک چرچیل                 | |          |
| ۵۱ | بچه گربه دزد                  | ۲۰ آوریل ۱۹۳۵     | دیوید هند                   | فرانک چرچیل                 | |          |
| ۵۲ | بچه‌های آب                     | ۱۱ مه ۱۹۳۵        | ویلفرد جکسون                | لی هارلاین                  | |          |
| ۵۳ | کارناوال کلوچه                | ۲۵ مه ۱۹۳۵        | بن شارپستین                 | لی هارلاین                  | |          |
| ۵۴ | چه کسی کاک رابین را کشت؟      | ۲۹ ژوئن ۱۹۳۵      | دیوید هند                   | فرانک چرچیل                 | - نامزد جایزه اسکار بهترین پویانمایی کوتاه ۱۹۳۵. - یکی از ده فیلم برتر سال ۱۹۳۵ توسط ۱۰ فیلم برتر هیئت ملی بازبینی فیلم. - صحنه‌ای از این اثر در فیلم خرابکاری (فیلم ۱۹۳۶) به نمایش درآمد. |          |
| ۵۵ | سرزمین موسیقی                 | ۵ اکتبر ۱۹۳۵      | ویلفرد جکسون                | لی هارلاین                  | |          |
| ۵۶ | سه بچه گربه یتیم              | ۲۶ اکتبر ۱۹۳۵     | دیوید هند                   | فرانک چرچیل                 | - برنده جایزه اسکار بهترین پویانمایی کوتاه ۱۹۳۵. |          |
| ۵۷ | راه رفتن خروس                 | ۳۰ نوامبر ۱۹۳۵    | بن شارپستین                 | فرانک چرچیل آلفرد هی مالوته | |          |
| ۵۸ | اسباب‌بازی‌های شکسته            | ۱۴ دسامبر ۱۹۳۵    | بن شارپستین                 | آلفرد هی مالوت              | - این اثر در ابتدا قرار بود دنباله‌های المر فیله و سه گرگ کوچک باشد، اما تولید به تأخیر افتاد تا فیلم آماده اکران کریسمس شود. |          |
| ۵۹ | المر فیله                     | ۲۸ مارس ۱۹۳۶      | ویلفرد جکسون                | لی هارلاین                  | |          |
| ۶۰ | سه گرگ کوچک                   | ۱۸ آوریل ۱۹۳۶     | دیوید هند                   | فرانک چرچیل                 | |          |
| ۶۱ | توبی لاک‌پشته بازمی‌گردد        | ۲۲ اوت ۱۹۳۶       | ویلفرد جکسون                | لی هارلاین                  | |          |
| ۶۲ | سه موش کور                    | ۲۶ سپتامبر ۱۹۳۶   | دیوید هند                   | آلفرد هی مالوته             | |          |
| ۶۳ | پسرعموی روستایی               | ۳۱ اکتبر ۱۹۳۶     | دیوید هند ویلفرد جکسون      | لی هارلاین                  | - برنده جایزه اسکار بهترین پویانمایی کوتاه ۱۹۳۶. |          |
| ۶۴ | مادر پلوتو                    | ۱۴ نوامبر ۱۹۳۶    | ویلفرد جکسون                | لی هارلاین                  | - Originally designated part of the Mickey Mouse series, it was reclassified as a Silly Symphony just before release, taking its original production number going to Don Donald. |          |
| ۶۵ | بچه گربه‌های بیشتر             | ۱۹ دسامبر ۱۹۳۶    | دیوید هند                   | فرانک چرچیل                 | - شماره تولید این فیلم در ابتدا به فیلم کوتاه "دان دونالد" اختصاص داده شد. |          |
| ۶۶ | وودلند کافه                   | ۱۳ مارس ۱۹۳۷      | ویلفرد جکسون                | لی هارلاین                  | |          |
| ۶۷ | هیاواتای کوچک                 | ۱۵ مه ۱۹۳۷        | دیوید هند                   | آلفرد هی مالوته             | - آخرین همکاری «سمفونی احمقانه» با یونایتد آرتیستز در جهت توزیع فیلم. |          |
| ۶۸ | آسیاب کهنه                    | ۵ نوامبر ۱۹۳۷     | ویلفرد جکسون                | لی هارلاین                  | - نخستین "سمفونی احمقانه" که توسط آر.ک.ئو توزیع شد. - برنده جایزه اسکار بهترین پویانمایی کوتاه سال ۱۹۳۷. |          |
| ۶۹ | وینکن، بلینکن و نود           | ۲۷ مه ۱۹۳۸        | گراهام هید                  | لی هارلاین                  | |          |
| ۷۰ | پروانه و شعله                 | ۱ آوریل ۱۹۳۸      | دیوید هند برت جیلت دیک هومر | آلفرد هی مالوته             | |          |
| ۷۱ | پری دریایی‌های کوچک            | ۹ دسامبر ۱۹۳۸     | رودولف آیزینگ               | اسکات بردلی                 | - Production was outsourced to the Harman-Ising Studio, as part of a agreement that included the studio loaning some of its artists to Disney's to help complete سفیدبرفی و هفت کوتوله (فیلم ۱۹۳۷). |          |
| ۷۲ | سمفونی مزرعه                  | ۱۴ اکتبر ۱۹۳۸     | جک کاتینگ                   | لی هارلاین                  | |          |
| ۷۲ | غاز مادر به هالیوود می‌رود     | ۲۳ دسامبر ۱۹۳۸    | ویلفرد جکسون                | ادوارد اچ. پلامب            | - نامزد جایزه اسکار بهترین پویانمایی کوتاه ۱۹۳۸. - The most expensive Silly Symphony produced, its negative cost totaling $۶۹٬۳۰۷٫۸۷. |          |
| ۷۴ | خوک به‌دردبخور                 | ۲۴ فوریه ۱۹۳۹     | دیک ریکارد                  | فرانک چرچیل پل اسمیت        | - نام "سمفونی احمقانه" در عناوین آغازین ظاهر نمی‌شود و در عوض برچسب کارتونی "سه خوک کوچک" به چشم می‌خورد. |          |
| ۷۵ | جوجه‌اردک زشت                  | ۷ آوریل ۱۹۳۹      | جک کاتینگ همیلتون لاسک      | آلفرد هی مالوت              | - برنده جایزه اسکار بهترین پویانمایی کوتاه ۱۹۳۹. - آخرین اثر از مجموعه "سمفونی احمقانه". |          |